# FKヴィクトリア・ジシュコフ
FKヴィクトリア・ジシュコフ（チェコ語: FK Viktoria Žižkov）は、チェコのプラハのジシュコフをホームタウンとするサッカークラブ。

## 歴史
クラブは1925年創立フォルトゥナ・リガの創立時のメンバーで1928年に優勝した。1947年に1部リーグから降格後はチェコスロバキアがチェコとスロバキアに分離して、チェコで1.チェスカー・フォトバロヴァー・リガが創立された1993年まで下位リーグに所属した。1994年、ポハール・チェスケー・ポシュスティで初優勝し、初めて欧州カップ戦に出場した。2001年、ポハール・チェスケー・ポシュスティで2回目の優勝を果たした。

## タイトル
- チェスコスロヴェンスカー・フォトバロヴァー・リガ：1回
  - 1927-28
- ポハール・チェスケー・ポシュスティ：2回
  - 1993-94, 2000-01

## 欧州の成績
| シーズン | 大会                       | ラウンド | 対戦相手                 | ホーム | アウェー | 合計    |
| -------- | -------------------------- | -------- | ------------------------ | ------ | -------- | ------- |
| 1994-95  | UEFAカップウィナーズカップ | 予選     | IFKノルシェーピン        | 1-0    | 3-3      | 4-3     |
| 1994-95  | UEFAカップウィナーズカップ | 1回戦    | チェルシーFC             | 0-0    | 2-4      | 2-4     |
| 2001-02  | UEFAカップ                 | 1回戦    | FCチロル・インスブルック | 0-0    | 0-1      | 0-1     |
| 2002-03  | UEFAカップ                 | 予選     | FCドマニャーノ           | 3-0    | 2-0      | 5-0     |
| 2002-03  | UEFAカップ                 | 1回戦    | レンジャーズFC           | 2-0    | 1-3      | 3-3 (a) |
| 2002-03  | UEFAカップ                 | 2回戦    | レアル・ベティス         | 0-1    | 0-3      | 0-4     |
| 2003-04  | UEFAカップ                 | 予選     | ゼニス・アスタナ         | 3-0    | 3-1      | 6-1     |
| 2003-04  | UEFAカップ                 | 1回戦    | ブレンビーIF             | 0-1    | 0-1      | 0-2     |

## 歴代所属選手
- ヤロミール・ブラジェク 1993-1994
- カレル・ポボルスキー 1994-1995
- トマーシュ・ヴァツリーク 2010-2012
- 中村祐輝 2012-2013

## 歴代監督
- ユリウス・ベーリック 1997-1998